# 薩梅齊河
薩梅齊河（羅馬化：Samets）是烏克蘭的河流，位於該國西部捷爾諾波爾州，屬於茲布魯奇河的右支流，發源自赫梅利斯卡，流經捷尔诺波尔区，河道全長24公里，流域面積150平方公里。